# 马站镇 (苍南县)
马站镇是中华人民共和国浙江省温州市苍南县下辖的一个镇。

## 行政区划
马站镇下辖以下村级行政区划单位：
南街社区、蒲中社区、马站村、桥头村、后岘村、霞峰村、凤尾山村、金山村、城门村、棋盘村、西边村、车岭村、下屿村、顶魁村、中魁村、下魁村、小姑村、中姑村、三墩州村、南垄村、鲂鱼山村、大门垟村、山边村、闸桥头村、甘溪村、西门外村、金城村、龙门村、兴浦村、渔寮村、关头村、雾城村、王孙村、崇安村、荷包田村、后槽村、滨海村、联盟村和马站水果场。

## 全国重点文物保护单位
蒲壮所城：是中国古代著名的海防城堡建筑。